# Cantonul Le Tampon-4
Cantonul Le Tampon-4 este un canton din arondismentul Saint-Pierre, Réunion, Franța.